# Konstrakta
Ana Đurić (Ignjatović, rođena 12. listopada 1978), profesionalno poznata kao Konstrakta, srpska je kantautorica. Prije nego što je nastavila solo karijeru 2019. godine, postala je istaknuta kao vodeći vokal indie pop sastava Zemlja gruva! koja je osnovana 2007. godine.
Konstrakta je značajniju slavu stekla nakon što je s pjesmom "In corpore sano" pobijedila na nacionalnom natjecanju Beoviziji za Pjesmu Eurovizije 2022. koja je održana u talijanskom gradu Torinu.

## Karijera
Debitirala je kao članica manje poznate grupe pod nazivom Mistakemistake, ali je stekla početno priznanje kao pjevač beogradskog benda Zemlja gruva!. Izdali su tri studijska albuma: WTF Is Gruveland? (2010.), Dino u Zemlji Gruva ( Dino in Grooveland, 2013.), koja je obradila pjesme hrvatskog pjevača Dina Dvornika, te Šta stvarno želiš? (2016). Neki od najpoznatijih hitova benda su "Najlepše želje " (2010), "Nisam znala da sam ovo htela" (2011) i "Jače manijače". Zemlja gruva! sudjelovao je na glazbenom festivalu Beovizija 2008. i 2009. s "Čudesnim svetovima " i "Svejedno mi je".
Objavom solo singla "Žvake" u lipnju 2019. Konstrakta je nastavila solo karijeru. U ožujku 2020. objavila je "Neam šamana", inspiriranu tabloidnim člankom o Emini Jahović koja traži pomoć od šamana da prebrodi razvod od Mustafe Sandala.

### Eurovizija 2022
Konstrakta je 28. veljače 2022. objavila svoj projekt Triptih, 12-minutni spot za tri pjesme – "Nobl", " In corpore sano" i "Mekano". Koncept je bila ideja same Konstraktе, uz Anu Rodić i Maju Uzelac, od kojih je potonja i režirala spot. Spot i pjesme ilustriraju suvremeni život u Srbiji, svaka na svoj način.
Dana 8. veljače 2022, "In corpore sano" je najavljena kao jedna od 36 prijava za nacionalni selekcijski festival emitiran na Radio televiziji Srbije za odabir predstavnika Srbije za Eurosong 2022. Ušavši u natjecanje kao autsajder, Konstrakta je brzo stekla popularnost nakon nastupa u prvom polufinalu 3. ožujka, gdje je zauzela drugo mjesto i tako se kvalificirala u finale. U finalu, održanom 5. ožujka, "In corpore sano" je pobijedio i na glasovanju žirija i na glasovanju javnosti, dobivši 31,34 % glasova javnosti i time pobijedivši u natjecanju.

## Osobni život
Konstrakta je diplomirala na Arhitektonskom fakultetu Sveučilišta u Beogradu 2009. godine udala se za kolegu arhitekta Milana Đurića s kojim ima sina Nikolu i kćer Lenu.